# Banafjäl
Banafjäl – miejscowość (småort) w Szwecji w gminie Örnsköldsvik w regionie Västernorrland. Około 86 mieszkańców.